# Puorenjärvi
Puorenjärvi är en sjö i Finland. Den ligger i Gustavs kommun i landskapet Egentliga Finland, i den sydvästra delen av landet, 200 km väster om huvudstaden Helsingfors. Puorenjärvi ligger 26 meter över havet. Den ligger på ön Gustavs. Arean är 7,2 hektar och strandlinjen är 1,54 kilometer lång. Sjön  ingår i Norra Skärgårdshavets avrinningsområde. 